# Pásztó
Pásztó  este un oraș în districtul Pásztó, județul Nógrád, Ungaria, având o populație de 9.790 de locuitori (2011). 

## Demografie
Componența etnică a orașului Pásztó
     Maghiari (94,38%)
     Romi (3,93%)
     Necunoscut (0,59%)
     Alții (1,09%)
Componența confesională a orașului Pásztó
     Romano-catolici (55,77%)
     Fără religie (9,98%)
     Luterani (1,68%)
     Reformați (1,31%)
     Atei (1%)
     Necunoscută (29,94%)
     Alte religii (1,47%)
Conform recensământului din 2011, orașul Pásztó avea 9.790 de locuitori. Din punct de vedere etnic, majoritatea locuitorilor (94,38%) erau maghiari, cu o minoritate de romi (3,93%). Apartenența etnică nu este cunoscută în cazul a 0,59% din locuitori.  Din punct de vedere confesional, majoritatea locuitorilor (55,77%) erau romano-catolici, existând și minorități de persoane fără religie (9,98%), luterani (1,68%), reformați (1,31%) și atei (1,0%). Pentru 29,94% din locuitori nu este cunoscută apartenența confesională.